# 大通曼哈頓銀行大廈

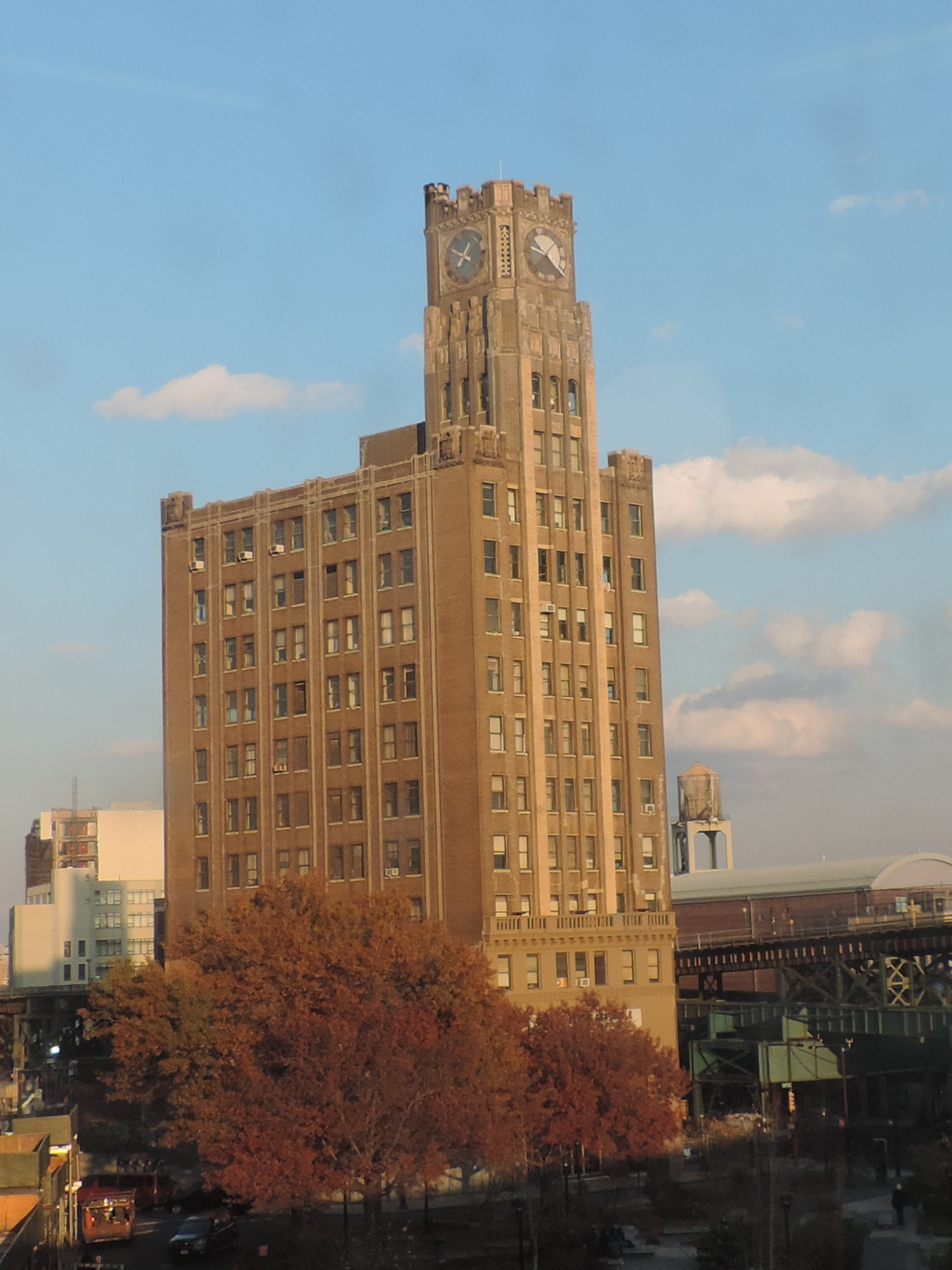

大通曼哈頓銀行大廈, 亦以女王鐘樓（Queens Clock Tower）一稱聞名，是一個14層（54米或178英尺）的辦公大樓，位於紐約市皇后區長島市第41大道29-27號，即皇后廣場的東北端 。 它於1927年落成並作為曼哈頓公司銀行的大廈，並是皇后區在1990年科特广场一号完工前最高的辦公大樓。該大廈在結構上類似於在布魯克林的威廉斯堡儲款銀行塔。
2015年5月12日，它被紐約市地標委員會指定為一個城市地標。

## 鏈結
- 在Emporis （页面存档备份，存于）上的數據